# Riverside (Washington)
Pour les articles homonymes, voir Riverside.
La ville de Riverside est située dans le comté d'Okanogan, dans l’État de Washington, aux États-Unis. 
Lors du recensement de 2010, sa population s’élevait à 280 habitants.

## Histoire
Riverside a été fondé dans les années 1880s par Uriah Ward. C'est la limite supérieure de navigabilité de la rivière Okanagan.

## Source
- (en) Cet article est partiellement ou en totalité issu de l’article de Wikipédia en anglais intitulé « Riverside, Washington » (voir la liste des auteurs).

1. ↑  American FactFinder
2. ↑  Exploring Washington, Harry M. Majors, Van Winkle Publishing Company, 1975.